# Disteganthus lateralis
Disteganthus lateralis är en gräsväxtart som först beskrevs av Lyman Bradford Smith, och fick sitt nu gällande namn av Eric J. Gouda. Disteganthus lateralis ingår i släktet Disteganthus och familjen Bromeliaceae. Inga underarter finns listade i Catalogue of Life.